# 2008年日本グランプリ (4輪)
2008年日本グランプリは、2008年のF1世界選手権第16戦として10月10日から12日に富士スピードウェイで開催された。正式名称は、2008 FIA F1世界選手権フジテレビジョン 日本グランプリレース（英称：2008 FIA Formula One World Championship Fuji Television Japanese Grand Prix）。

## 予選

### 展開
前年に引き続き、雨に見舞われた富士スピードウェイだったが、前日に降っていた雨は午前フリー走行時に止み、予選開始時にはコース上に一部濡れていた部分があっただけで、予選アタックに雨の影響は特に無かった。
ホームグランプリでもある富士で、トヨタの2人、トヨタエンジンを積むウイリアムズのドライバー、中嶋一貴の初母国GPに注目が集まる。金曜フリー走行から好調だったティモ・グロックとヤルノ・トゥルーリがホームグランプリでの初優勝に期待を含ませる予選展開となった。

#### Q1
ホームグランプリに沸くトヨタが、Q1からその意気込みを見せた。トヨタのティモ・グロックがQ1でのトップタイムでをたたき出す。またこのときのタイム、1'17.945はQ1では唯一の1分17秒台で、続くマクラーレンのルイス・ハミルトンに0.126秒差でのトップタイムであった。初の母国GPに期待が集まるウイリアムズの中嶋一貴はなかなかタイムが出ず、チェッカーフラグ時にノックアウトゾーンに居たが、ラストラップで13番手の1'18.640のタイムでQ2に進出した。驚くべきことに、好調BMWザウバーのニック・ハイドフェルドがノックアウトされるなど波乱の展開となった。また、このラウンドではトップのグロックから、惜しくもノックアウトされたホンダのルーベンス・バリチェロまでの17台が1秒以内に収まるという接戦を演じた。

#### Q2
ここにきて、トップ2チームが本領を発揮。フェラーリマッサが1'18.217でトップに。ヘイッキ・コバライネン、ハミルトンが続くが、キミ・ライコネンはタイムが伸びず7番手に。
注目のウィリアムズの2台は、フリー走行時からのタイムの伸び悩みを改善できず、中嶋14位、ニコ・ロズベルグ15位でノックアウトに終わる。

#### Q3
ここまで波乱含みだった予選展開だが、それはQ3も同じで、ハミルトンがポールを獲得すると、今週末奮わなかったライコネンが意地の走りでコバライネンをしのぎ2位に。さらには、それに続いていたマッサを、コースに対して不利と言われていたルノーのフェルナンド・アロンソが上回り、4位に食い込みマッサを5位に突き落とすという壮絶な2列目争いが繰り広げられた。
6位にはロバート・クビサ。期待のトゥルーリ、グロックは7、8位。そして好調トロ・ロッソのセバスチャン・ベッテルが9位、セバスチャン・ブルデーが10位と続いた。

### 結果
| 順位 | No | ドライバー               | コンストラクター                 | Q1       | Q2       | Q3       | グリッド |
| ---- | -- | ------------------------ | -------------------------------- | -------- | -------- | -------- | -------- |
| 1    | 22 | ルイス・ハミルトン       | マクラーレン・メルセデス         | 1'18.071 | 1'17.462 | 1'18.404 | 1        |
| 2    | 1  | キミ・ライコネン         | フェラーリ                       | 1'18.160 | 1'17.733 | 1'18.644 | 2        |
| 3    | 23 | ヘイッキ・コバライネン   | マクラーレン・メルセデス         | 1'18.220 | 1'17.360 | 1'18.821 | 3        |
| 4    | 5  | フェルナンド・アロンソ   | ルノー                           | 1'18.290 | 1'17.871 | 1'18.852 | 4        |
| 5    | 2  | フェリペ・マッサ         | フェラーリ                       | 1'18.110 | 1'17.287 | 1'18.874 | 5        |
| 6    | 4  | ロバート・クビサ         | BMWザウバー                      | 1'18.684 | 1'17.931 | 1'18.979 | 6        |
| 7    | 11 | ヤルノ・トゥルーリ       | トヨタ                           | 1'18.501 | 1'17.541 | 1'19.026 | 7        |
| 8    | 12 | ティモ・グロック         | トヨタ                           | 1'17.945 | 1'17.670 | 1'19.118 | 8        |
| 9    | 15 | セバスチャン・ベッテル   | トロ・ロッソ・フェラーリ         | 1'18.559 | 1'17.714 | 1'19.638 | 9        |
| 10   | 14 | セバスチャン・ブルデー   | トロ・ロッソ・フェラーリ         | 1'18.593 | 1'18.102 | 1'20.167 | 10       |
| 11   | 9  | デビッド・クルサード     | レッドブル・ルノー               | 1'18.303 | 1'18.187 |          | 11       |
| 12   | 6  | ネルソン・ピケJr.        | ルノー                           | 1'18.300 | 1'18.274 | 12       |          |
| 13   | 10 | マーク・ウェバー         | レッドブル・ルノー               | 1'18.372 | 1'18.354 | 13       |          |
| 14   | 8  | 中嶋一貴                 | ウィリアムズ・トヨタ             | 1'18.640 | 1'18.594 | 14       |          |
| 15   | 7  | ニコ・ロズベルグ         | ウィリアムズ・トヨタ             | 1'18.740 | 1'18.672 | 15       |          |
| 16   | 3  | ニック・ハイドフェルド   | BMWザウバー                      | 1'18.835 |          | 16       |          |
| 17   | 17 | ルーベンス・バリチェロ   | ホンダ                           | 1'18.88  | 17       |          |          |
| 18   | 16 | ジェンソン・バトン       | ホンダ                           | 1'19.100 | 18       |          |          |
| 19   | 20 | エイドリアン・スーティル | フォース・インディア・フェラーリ | 1'19.163 | 19       |          |          |
| 20   | 21 | ジャンカルロ・フィジケラ | フォース・インディア・フェラーリ | 1'19.910 | 20       |          |          |

## 決勝

### 展開

#### 序盤の混乱
序盤から激しい展開でレースは進んでいった。スタート直後、キミ・ライコネンが2番グリッドからスタートダッシュに成功し、PPのルイス・ハミルトンを1コーナー手前でオーバーテイク。ハミルトンも負けじとライコネンのインから前に出てブレーキを掛けたが、ホイールロックしてコースを直進し、セーフティーエリアへはみ出した。ライコネンとフェリペ・マッサはインのハミルトンが邪魔になり、共にセーフティーエリアに飛び出してしまい、さらにはその3台に釣られてコーナリングをミスしたヘイキ・コバライネンも、立ち上がりで加速がつかず順位を落としてしまう。
また、このハミルトンのブレーキアクションが原因で後続車両にも影響が出てしまい、1コーナーを抜けた直後に、フォース・インディアのエイドリアン・スーティルとレッドブルのデビッド・クルサードが接触した。クルサードはリアサスペンションを破損し、立ち上がりの加速時にコースを左へ横断。飛び出してきたクルサードと中嶋一貴の走行ラインが重なり、中嶋は接触してフロントウイングを破損し最下位へ転落してしまう。今季で引退が決定しているクルサードは、そのままタイヤバリアに突っ込みリタイア。クルサードにとっての最後の日本GPは、僅か10秒ほどで終わってしまった（しかし、本人は気落ちしておらず、その後ピットウォールにて、無線でウェバーと会話するなど、非常に和やかだったという）。
トップ2チーム全車が順位を落とす混乱に乗じて、予選6位のロバート・クビサ（BMW）がトップに立ち、予選4位のフェルナンド・アロンソ（ルノー）が2位に続いた。
その後もワールドチャンピオン争いを展開するハミルトンとマッサは互いにいがみ合うような形での展開が続く。2周目、10コーナーへのブレーキングで競り合い、マッサは10コーナーシケインの入り口で大きく膨らみ、その隙にハミルトンに抜かれてしまう。マッサはシケインの出口で強引にインを取ろうとしたがハミルトンと接触し、ハミルトンはスピンしてコースを跨ぐ格好で立ち往生した。ハミルトンは後続のマシンが通過するまで待たされた上に、ピットストップを行ったため最後尾に転落した。
レーススチュワードは1周目のブレーキアクションでハミルトン、2周目の接触でマッサにドライブスルーペナルティを下し、ワールドチャンピオン争いをする2人がともにペナルティーで得点圏から大きく順位を下げることになってしまった。
その後も7周目にティモ・グロックがサスペンショントラブルでリタイア。9周目にはスーティルが19位から10位に順位を上げる活躍もむなしく、1周目のクラッシュのパーツを拾い、タイヤバーストでリタイアした。17週目にはここまで順調であったコバライネンがエンジントラブルでリタイア。22周目にはジャンカルロ・フィジケラがギアボックス故障によりリタイヤと、序盤で5人のドライバーがリタイアした。

#### アロンソの逆転勝利

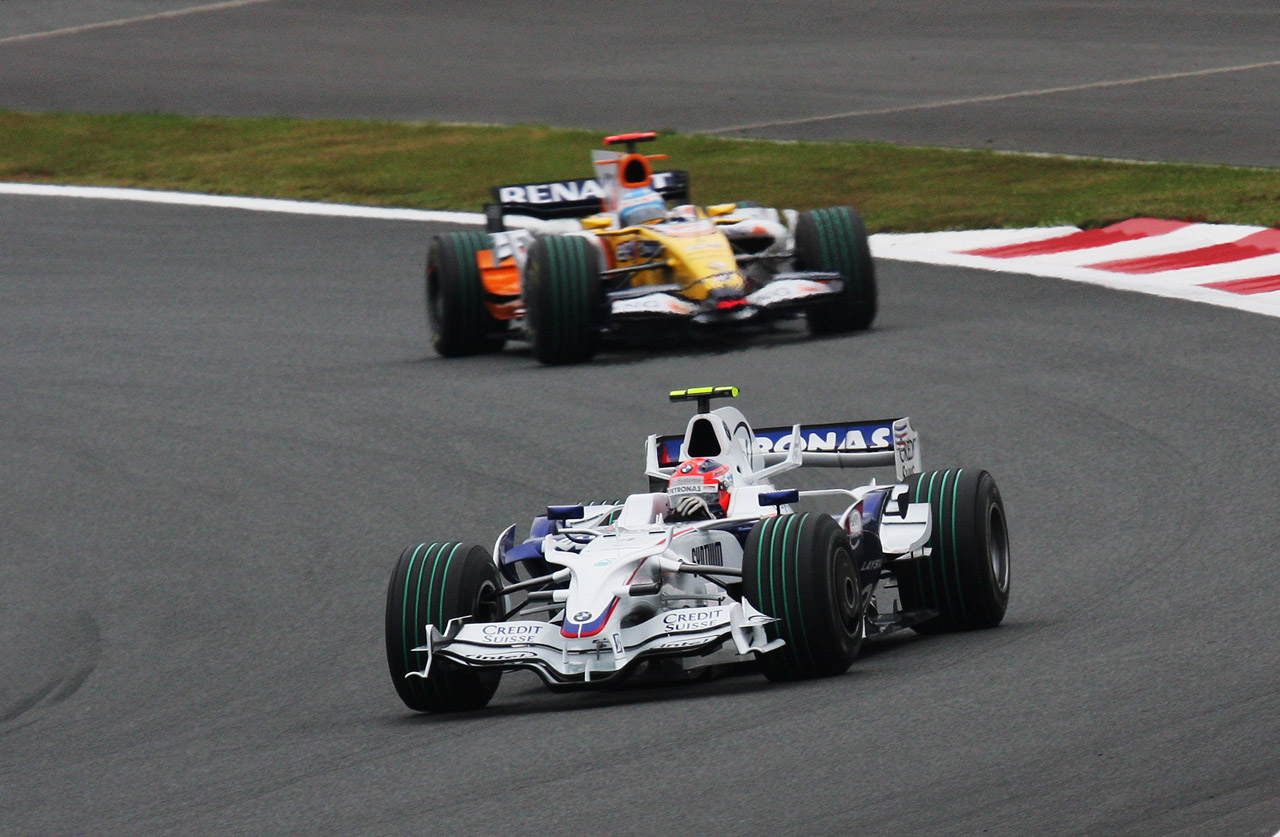
レース序盤、トップを争うクビサ（前）とアロンソ（後）

優勝争いはクビサが逃げ、アロンソが背後につける展開となる。17周目にクビサがピットストップに入っている間にアロンソが周回タイムを削り、次の周にはクビサよりも短い給油時間でピットストップを行い、クビサの前に出てコースに復帰した。その後、アロンソは1周あたりおよそ0.5秒ずつクビサとの差を広げ、3位以下はライコネン、ヤルノ・トゥルーリに続いて、12番スタートからネルソン・ピケJr.が5番手まで上がってくる。
アロンソは残り24周、クビサは残り21周で2回目のピットインを済ませる。ライコネンはクビサの2周後にピットストップをしてコースに戻るが、わずかの差でクビサの前に出ることができなかった。後続では、残り17周でトゥルーリとセバスチャン・ブルデーがピットイン。ピットから出てきたブルデーがマッサと接触し、マッサがスピンしてしまう。その2周後にピケがピットインし、トゥルーリを逆転する。

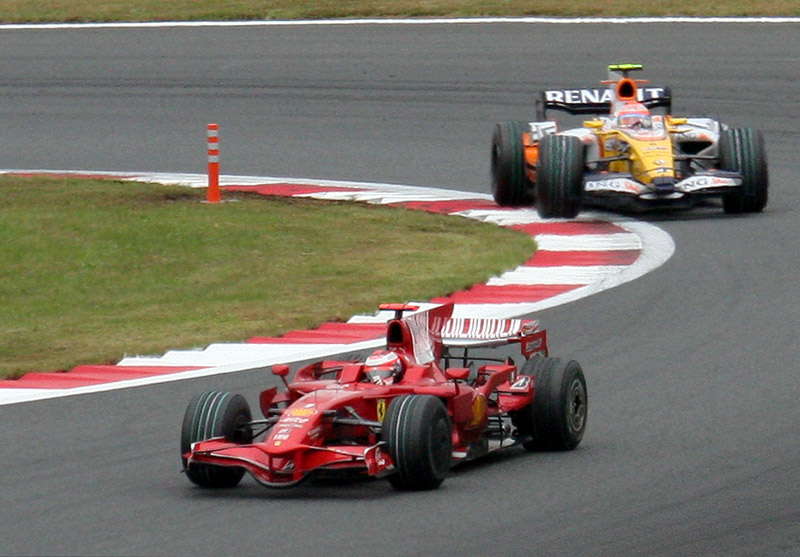
ライコネン（前）を追うピケ（後）

最終スティントではルノーの2台がいいペースで周回を重ねていく。ピケはライコネンとの差を1周あたり1秒ずつ縮めていき、残り10周で2位クビサ、3位ライコネン、4位ピケがそれぞれ1秒ずつの間隔になり3台での2位争いに発展する。しかしピケJr.は60周目の4～5コーナーでのミスにより、ライコネンとの差が広がってしまう。その後はマッサが8位まで順位を上げた他に大きな変動はなく、アロンソが前戦シンガポールGPに続き2連勝を果たした。アロンソはこの優勝で鈴鹿（2006年）と富士、両方の日本GPを制したドライバーになった。
ワールドチャンピオンを争う2人はマッサが8位、ハミルトンが12位でチェッカーを受けた。レース後、51周目のブルデーとマッサの交錯が審議対象となり、当該ドライバー2名から事情を聴取する事態となる。審議の結果、ブルデーのマッサに対する進路妨害として、決勝タイムに25秒加算のペナルティが科せられた。これにより、マッサは7位に繰り上がり2ポイントを獲得、ハミルトンとの差を5ポイントに縮めた。
またフェラーリは今季から、ピットでの発進指示を従来のロリポップに代えてシグナル・システムを導入していたが、シンガポールGPでフェリペ・マッサのピットストップ中、給油ホースが抜けていないのにも拘らずスタート指示のメカニックのミスでスタートしてしまう事故があったため、今グランプリではその原因であるシグナルスタート方式をやめ、従来のロリポップスタート方式に戻して作業を行った。

### 結果
| 順位 | No | ドライバー               | コンストラクター                 | 周回 | タイム／リタイヤ     | グリッド | ポイント |
| ---- | -- | ------------------------ | -------------------------------- | ---- | -------------------- | -------- | -------- |
| 1    | 5  | フェルナンド・アロンソ   | ルノー                           | 67   | 1:30'21.892          | 4        | 10       |
| 2    | 4  | ロバート・クビサ         | BMWザウバー                      | 67   | +5.283               | 6        | 8        |
| 3    | 1  | キミ・ライコネン         | フェラーリ                       | 67   | +6.400               | 2        | 6        |
| 4    | 6  | ネルソン・ピケJr.        | ルノー                           | 67   | +20.570              | 12       | 5        |
| 5    | 11 | ヤルノ・トゥルーリ       | トヨタ                           | 67   | +23.767              | 7        | 4        |
| 6    | 15 | セバスチャン・ベッテル   | トロ・ロッソ・フェラーリ         | 67   | +39.207              | 9        | 3        |
| 7    | 2  | フェリペ・マッサ         | フェラーリ                       | 67   | +46.158              | 5        | 2        |
| 8    | 10 | マーク・ウェバー         | レッドブル・ルノー               | 67   | +50.811              | 13       | 1        |
| 9    | 3  | ニック・ハイドフェルド   | BMWザウバー                      | 67   | +54.120              | 16       |          |
| 10   | 14 | セバスチャン・ブルデー   | トロ・ロッソ・フェラーリ         | 67   | +59.085              | 10       |          |
| 11   | 7  | ニコ・ロズベルグ         | ウィリアムズ・トヨタ             | 67   | +1'02.096            | 15       |          |
| 12   | 22 | ルイス・ハミルトン       | マクラーレン・メルセデス         | 67   | +1'18.900            | 1        |          |
| 13   | 17 | ルーベンス・バリチェロ   | ホンダ                           | 66   | +1 Lap               | 17       |          |
| 14   | 16 | ジェンソン・バトン       | ホンダ                           | 66   | +1 Lap               | 18       |          |
| 15   | 8  | 中嶋一貴                 | ウィリアムズ・トヨタ             | 66   | +1 Lap               | 14       |          |
| Ret  | 21 | ジャンカルロ・フィジケラ | フォース・インディア・フェラーリ | 21   | ギアボックス         | 20       |          |
| Ret  | 23 | ヘイッキ・コバライネン   | マクラーレン・メルセデス         | 16   | エンジン             | 3        |          |
| Ret  | 20 | エイドリアン・スーティル | フォース・インディア・フェラーリ | 8    | パンク               | 19       |          |
| Ret  | 12 | ティモ・グロック         | トヨタ                           | 6    | アクシデントダメージ | 8        |          |
| Ret  | 9  | デビッド・クルサード     | レッドブル・ルノー               | 0    | クラッシュ           | 11       |          |

- Car No.14 はCar No.2との接触でレースタイムに25秒加算ペナルティ。

## その他
- 2007年の日本GPでは悪天候のためチケット・アンド・ライド方式の輸送機関が混乱し、帰りのシャトルバスに最大6時間待ちが発生するなど観客サービス面で大きな課題を残した。今年はその教訓から20数億円[4]を投じて改修を行い、「シャトルバスの場内留置き方式への変更」「雨で陥没した軟弱舗装をしっかりとしたコンクリート舗装に変える」「通路の動線の見直し」「バス乗り場案内、バス乗り場の混雑状況、サーキット内ホスピタリティーについて随時、場内放送、PIT-FM、大型スクリーンで案内を行う」などの対策を行った結果、待ち時間も短くスムーズに運行された[5]。
- しかし、分散したバス乗り場の一部は、サーキット外に配置されるなどしたため、バス乗り場からスタンドまでの時間が大きくかかってしまい、クレームが上がることもあった。
- また、鈴鹿サーキットでは恒例となっているレース後の指定席エリア一般開放を初めて実施し、メインストレートにてチャリティーオークション兼トークショー、西側のフジエリアと呼ばれるスペースではお笑いライブを行い、レースのダイジェスト放送を行ったことで、バス乗客の集中を回避しかつレース後の余韻を楽しむエンターテインメントの提供を成功させた。
- その他、コースが見えないという苦情が出た1コーナーのスタンドも改修された[5]。

- 3日間の観客動員は21万3000人（金曜日3万7000人、土曜日7万1000人、日曜日10万5000人）で、前年の28万2000人（金曜日5万2000人、土曜日9万人、日曜日の決勝14万人）から約25%減少した[6]。キャパシティーを14万人から11万人に減らしたことが、シャトルバスの運営を円滑にさせる要因となった。3日間トータルで10万人を超える未来場者が発生するも[要出典]、富士スピードウェイ側はまずは開催の成功を第一にとらえているという。
- 当初はサポートレースとしてスピードカー・シリーズの開催が予定されていたが「技術的な問題」のため中止され、サポートレースは前年同様ポルシェ・カレラカップ・ジャパン、ネッツカップ・ヴィッツレースの2レースとなった。ヴィッツレース予選は、雨が降っている最中だったため、スピンが続出する大波乱のレースだった。

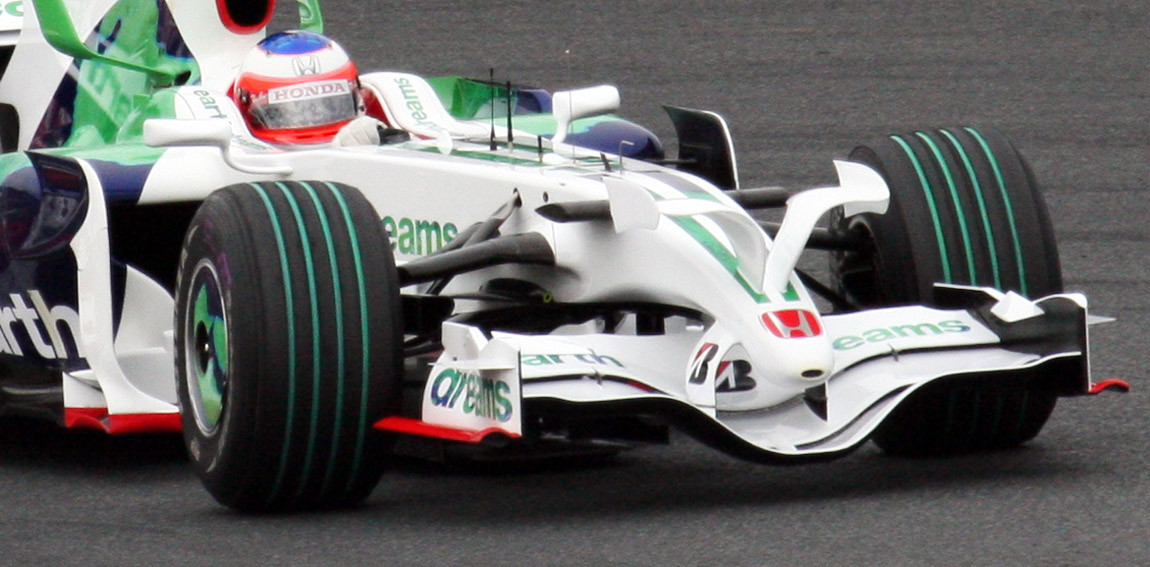
溝に緑のペイントが塗られたタイヤ

- ブリヂストンとFIAが環境保護キャンペーンとして、日本グランプリに持ち込むタイヤの溝にすべて緑色のペイントを施した（ソフト側のタイヤの溝1本は白いペイント）。だが、観客やPIT-FM実況のピエール北川からは、「（ソフトタイヤとの区別が）わかりにくいですねぇ…」といった声が聞かれた。

- コース内には冠スポンサーのフジテレビジョンのほか、フジテレビを傘下に置く認定放送持株会社のフジ・メディア・ホールディングスの広告も出された。